# Историческая область
Историческая область — принятое в этнографии, истории, культурологии понятие для территории, исторически, как правило, составлявшей политическое единство и в силу этого ныне характеризующейся определёнными общими чертами в культуре, этнографии, языке, самосознании местного и окружающего населения.
Выделение исторических областей в разной степени характерно для различных стран и регионов. 
Например, в России не принято выделять исторические области, в некоторых же странах (особенно в Европе) исторические области закреплены официально, а иногда кладутся в основу современного административно-территориального деления (Грузия, Латвия, Испания, Италия, Германия).
Кроме того, на одной и той же территории могут наслаиваться исторические области разного исторического происхождения — сложившиеся в античное время, раннее средневековье, позднее средневековье.
Наиболее распространено выделение исторических областей на один уровень меньше страны (то есть таких, на которые делятся страны). Они могут объединяться в единицы более крупного уровня, соответствующие по размерам отдельным странам, но далеко не всегда совпадающие с современными государствами. Те, в свою очередь, объединяются в ещё более крупные регионы, часто уже не осознаваемые на бытовом уровне и выявляемые в ходе специальных исследований.

## Деление мира на исторические регионы
(на основе классификации по историко-культурным областям (ИКО))
Многие из перечисленных ниже областей пересекаются.

### Европа
- Северная Европа
  - Скандинавия
  - Финляндия
    - Лапландия
    - Карелия

  - Прибалтика
    - Ливония
    - Латвия
      - Видземе
      - Земгале
      - Латгале
      - Селия
      - Курземе

    - Литва
      - Дзукия
      - Аукштайтия
      - Жемайтия
      - Сувалкия
      - Малая Литва
- Западная, Центральная и Южная Европа
  - Британские острова
    - Англия, Коннахт, Ленстер, Манстер, Ольстер, Уэльс, Шотландия

  - Германия
    - Алемания, Бавария, Вестфалия, Саксония, Франкония, Швабия

  - Бенилюкс (~ исторические Нидерланды)
  - Галлия
  - Франция
    - Аквитания, Бретань, Бургундия, Иль-де-Франс, Лангедок, Лимузен, Лотарингия, Нормандия, Овернь, Пикардия, Прованс, Пуату, Шампань, Эльзас

  - Пиренейский п-ов (Иберия)
  - Испания
    - Андалусия, Арагон, Астурия, Валенсия, Галисия, Кантабрия, Каталония, Ла-Манча, Леон, Мурсия, Наварра, Кастилья-ла-Вьеха, Кастилья-ла-Нуэва, Страна Басков, Эстремадура

  - Португалия
  - Италия
    - Абруццо, Апулия, Базиликата, Валле-д’Аоста, Калабрия, Кампания, Лацио, Лигурия, Ломбардия, Марке, Молизе, Пьемонт, Тоскана, Трентино — Альто-Адидже, Умбрия

  - Альпийский регион
    - Швейцария
    - Австрия

  - Польша
    - Мазовия, Великая Польша, Малая Польша, Поморье

  - Силезия
  - Чехия
    - Богемия, Моравия

  - Словакия
  - Венгрия
  - Румыния
    - Бессарабия, Валахия, Молдова, Трансильвания, Банат, Южная Буковина, Добруджа, Кришана, Марамуреш, Мунтения, Олтения

  - Балканы
    - Иллирия
    - Славония
    - Фракия

  - Греция
    - Арголида
    - Аркадия
    - Аттика
    - Ахайя
    - Беотия
    - Лаконика
    - Македония
    - Мессения
    - Фессалия
    - Фокида
    - Фтиотида
    - Элида
    - Эпир
    - Этолия
- Восточная Европа
  - Русь
    - Украина
      - Дикое Поле
      - Поднепровье
      - Волынь
      - Галиция
      - Закарпатье
      - Гуцульщина
      - Бойковщина
      - Лемковщина
      - Буковина
      - Поднестровье
      - Подолье
      - Слобожанщина
      - Бессарабия
      - Буджак
      - Червонная Русь
      - Крым (историческая область)

    - Россия
      - Двинская земля
      - Поморье
      - Пермь Великая
      - Пермь Вычегодская
      - Залесье
      - Новгородская земля
      - Сетумаа
      - Принаровье
      - Ингерманландия
        - Ижорская земля
        - Вотская земля
        - Эстонская Ингерманландия

      - Волго-Окское междуречье
      - Ополье (в том числе Переславское Ополье)
      - Юхотский край
      - Пошехонье
      - Смоленщина
      - Рязанщина
      - Мещёра

    - Кавказ[1]
      - Северный Кавказ (Предкавказье)
        - Кубань

    - Поволжье (в том числе Прикамье)
      -         - Нижнее Поволжье
        - Прикамье

      - Башкортостан
      - Пермская земля

    - Белоруссия
      - Полесье
      - Подляшье

    - Дикое Поле (Южно-русские степи)
    - Новороссия
      - Приазовье

### Азия
(примерно по часовой стрелке)
- Северная Азия (~ Сибирь)
  - Южная Сибирь
    - Алтай
    - Саяны
    - Тува
    - Бурятия

  - Западная Сибирь
  - Восточная Сибирь
    - Таймыр
    - Эвенкия
    - Якутия

  - Дальний Восток
    - Колыма
    - Чукотка
    - Полуостров Камчатка
    - Курилы
    - Сахалин
    - Приамурье
    - Приморье
    - Забайкалье
- Восточная Азия
  - Китай собственно
  - Маньчжурия
  - Корея
  - Япония
  - Монголия
- Юго-восточная Азия
  - Индокитай (прибрежную часть Вьетнама часто относят к Вост. Азии)
    - Андаманские и Никобарские о-ва

  - Нусантара (островная часть, включая Малаккский п-ов)
    - Малакка (полуостров)
    - Большие Зондские острова
    - Филиппины
    - Малые Зондские острова
- Южная Азия (~ Индостан)
  - Шри-Ланка и Мальдивы
  - Южный Индостан
  - Декан
  - Индо-Гангская равнина
  - Гималаи
    - Кашмир
- Юго-Западная Азия (= Передняя Азия = Западная Азия, часть Ближнего Востока)
  - Малая Азия (Анатолия)
    - Западная Армения
    - Киликийская Армения
    - Каппадокия
    - Иония

  - Кавказ[2]
    - Закавказье (->Европа)
      - Восточная Армения
      - Грузия
        - Абхазия

      - Арран

  - Плодородный полумесяц
    - Левант
      - Кипр (остров)

    - Месопотамия

  - Аравия
    - Неджд
    - Хиджаз
    - Южная Аравия

  - Средний Восток
    - Курдистан
    - Северный Иран (~ Мидия)
    - Азербайджан (не путать с Азербайджанской Республикой)
    - Фарс
    - Хорасан
    - Хазареджат
    - Белуджистан (иногда относят к Южной Азии)
    - Гиндукуш (иногда относят к Центральной Азии)
    - Пуштунистан (иногда относят к Южной Азии)
- Центральная Азия (~ Туркестан + Тибет)
  - Согдиана
    - Бухара
    - Кашкадарья

  - Хорезм
  - Бактрия
  - Маргиана
  - Чач
  - Фергана
  - Мавераннахр (~ Согдиана)
  - Тохаристан
    - Чаганиан
    - Хутталян

  - Гиссар
  - Дарваз
  - Каратегин
  - Кокшетау
  - Бадахшан
    - Памир

  - Семиречье
  - Синьцзян (Восточный Туркестан)
  - Тибет

### Африка
- Северная Африка
  - Магриб
    - Атлас
    - Ливия

  - Сахара
  - Древний Египет
  - Нубия и Нубийская пустыня
- Западная Африка и Судан (не путать с Республикой Судан)
  - Западный Судан
    - Атлантическая Западная Африка

  - Гвинея
  - Центральный Судан
    - хаусаленд
    - Канем-Борно

  - Восточный Судан
    - Дарфур
    - Кордофан
- Северо-восточная Африка (Африканский рог)
  - Эфиопия
  - Сомали
- Центральная Африка
- Восточная Африка
- Южная Африка
- Мадагаскар и острова

### Америка
- Северная Америка
  - Аляска
  - Канадская Арктика
  - Гренландия
  - Большой Бассейн
  - Великие Равнины
  - Великие озёра
- Латинская Америка
- Мезоамерика
  - южная Мексика
  - Центральная Америка
  - Вест-Индия
    - Большие Антильские острова
    - Малые Антильские острова
- Южная Америка
  - Анды
    - Альтиплано
    - Араукания

  - Льяносы
  - Гвиана
  - Амазония
  - Восточная Бразилия (~ Бразильское плоскогорье)
  - Гран-Чако
  - Ла-Плата (Пампа)
  - Пантанал
  - Патагония

### Австралия иОкеания(~Австралазия)
- Австралия и Тасмания
- Новая Гвинея
- Меланезия
- Микронезия
- Полинезия